# Diecezja Pescii
Diecezja Pescii (łac. Dioecesis Pisciensis) – diecezja Kościoła rzymskokatolickiego we Włoszech, w metropolii Pizy, w regionie kościelnym Toskania.
Została erygowana 15 kwietnia 1519 jako prałatura terytorialna. 17 marca 1727 została podniesiona do rangi diecezji.